# Otto-Rombach-Bücherei
Die Otto-Rombach-Bücherei in Bietigheim-Bissingen ist nach dem Schriftsteller und Ehrenbürger Otto Rombach (gestorben 1984) benannte Bücherei. Die Hauptstelle der Bücherei liegt in der Bietigheimer Altstadt, die Zweigstelle Bissingen im dortigen Rathaus. Täglich kommen über 500 Besucher in die Bücherei. Der Gesamtbestand liegt bei 90.000 Medien, die jährlich 410.000 mal ausgeliehen werden.

## Geschichte

### Die Bücherei im Deutschen Linoleumwerk (DLW)
Kurz vor und während des Zweiten Weltkriegs wird erstmals eine von Bibliothekaren geführte „Öffentliche Bücherei“ in den Räumen der Deutschen Linoleum-Werke erwähnt. Finanziert wurde sie von Spenden und Geschenken sowie durch städtische Mittel.

### Die Bücherei in der Pfarrstraße
In der Nachkriegszeit gab es lediglich eine Privatbücherei. Erst als in der Pfarrstraße Verkaufsräume im Arkadengebäude frei wurden, konnten diese 1964/65 zur neuen Stadtbücherei umgebaut werden. Nachdem der Gemeinderat der Errichtung einer Stadtbücherei zugestimmt hatte, wurde die Bücherei am 20. März 1965 feierlich eröffnet.

### Die Bücherei in den jetzigen Räumen
Da auch die Räume in der Pfarrstraße wegen des stetig wachsenden Bestandes und der zunehmenden Leserzahl zu klein wurden, begann man, nach neuen Räumen zu suchen. Hierbei bot sich das Sanierungsprojekt „Unteres Tor“ an. Es bestand dadurch die Möglichkeit, eine „funktionsgerechte Stadtbücherei einschließlich kommunikativem Bereich“ einzurichten und den Bestand zu erweitern. Am 17. Januar 1977 wurde die Stadtbücherei in den neuen Räumen eingeweiht. Seit 1984 heißt die Stadtbücherei Otto-Rombach-Bücherei.
Im Jahr 2012 wurde die Otto-Rombach-Bücherei umfassend modernisiert und an die Bedürfnisse der Zeit angepasst.

## Zweigstelle Bissingen
Seit fast 80 Jahren besteht in der ehemals unabhängigen Gemeinde Bissingen eine Gemeindebücherei. Zuerst in einer Privatwohnung, später in der heutigen Schillerschule. 1968 ermöglichte der Neubau des Bissinger Rathauses die Neueröffnung der Bücherei auf 140 m².
Heute richtet sich die Bücherei mit ihren rund 12 000 Medien insbesondere an Familien. Dabei liegt ein Schwerpunkt des Angebotes bei Medien für Kinder: neben Bilderbüchern, Romanen und Sachbüchern bietet die Bücherei auch Spiele, Hörbücher, DVDs und Zeitschriften für Kinder an.
Aber auch Erwachsene werden fündig: ein aktuelles Romanangebot wird ergänzt durch Sachbücher, DVDs und Hörbücher. Außerdem stehen 12 Zeitschriften, von "Chip" bis "Landlust", zur Ausleihe bereit.
Zudem steht ein Internet-PC zur Verfügung, der auch mit Office-Anwendungen ausgestattet ist. Ergänzt wird dieses Angebot durch Veranstaltungen für Kinder: Vorlese- und Bastelstunden sowie Kindertheater laden ein, die Bücherei auch aus einem anderen Blickwinkel kennenzulernen.

## Bestand und Dienstleistungen

### Medienbestand
Der Gesamtbestand der Otto-Rombach Bücherei beträgt ca. 90 000 Medien:
- Sach- und Fachbücher
- Romane
- Kinder- und Jugendbücher
- Zeitschriften & Zeitungen
- Hörbücher für alle Altersgruppen
- DVDs und Blu-Rays
- Wii-, PC- und Playstationspiele

### Online-Angebote
- Onlinebibliothek: Die Zweigstelle im Netz mit E-Books, Hörbüchern, Zeitschriften und Zeitungen

- eLearning-Plattform: Sprachen & EDV bequem von zu Hause aus lernen
- Genios: Recherchieren in Deutschlands größter Pressedatenbank
- Munzinger: Hochwertige Infos zu Ländern und Personen

### Allgemeiner Service
- Lernzentrum mit Einzel- und Gruppenarbeitsplätzen[2]
- W-LAN
- Internetarbeitsplätze mit Druckmöglichkeit
- PCs mit Office-Anwendungen, Scan und Kopiermöglichkeit

- Fernleihe
- Beratung & Recherchen
- Veranstaltungen für Kinder und Erwachsene[3]
- Ausstellungen
- Artothek[4]

### Dienstleistungen für Schulen
- Führungen für alle Schulen und Klassenstufen
- Schülersprechstunde[5]
- Lesungen
- Lernhilfen
- Materialien zur Prüfungsvorbereitung für Haupt-, Realschulabschluss sowie Abitur
- Medienkisten (Bücher, CDs, CD-ROMs und DVDs) zu verschiedenen Themen

Die Schulbibliothek an den Gymnasien im Ellental ist eine nicht-öffentliche Zweigstelle der Otto-Rombach-Bücherei.